# Der Mond

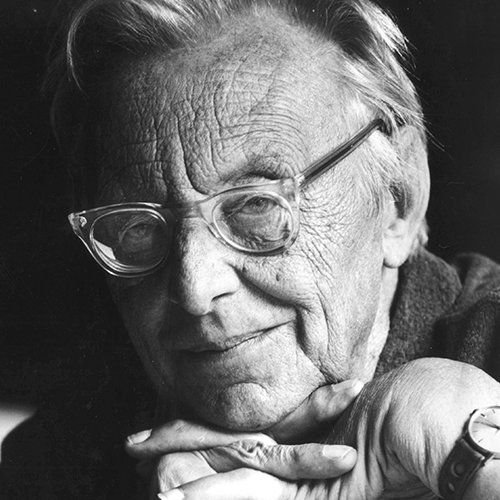
Carl Orff, 1970.

Der Mond « Ein kleines Welttheater » (La Lune, un petit théâtre de l'univers) est un opéra en un acte de Carl Orff (1895-1982) sur un livret du compositeur d'après le conte de Grimm. Il est créé le 5 février 1939 au Hof und NationalTheater de Munich sous la direction de Clemens Krauss avec Julius Patzak. Création en français en 1959 à Bruxelles sous la direction de Frits Celis.

## Argument
Quatre jeunes garçons dérobent la lune et en emportent chacun un morceau avant de mourir. Au ciel, ils rassemblent les quatre fragments mais la lumière de la lune réveille les habitants du Royaume des morts. Le tumulte qui en résulte décide Saint-Pierre à reprendre la lune et à l'accrocher à une étoile.
« Il y avait jadis un pays où la nuit était toujours noire et où le ciel était toujours tendu comme un drap noir, car la lune ne s’y levait jamais, et aucune étoile ne brillait dans les ténèbres. […] Il advint que quatre garçons quittèrent ce pays pour partir en voyage. Ils arrivèrent dans un autre royaume où le soir, quand le soleil avait disparu, une boule lumineuse qui diffusait au loin une douce lumière était accrochée à un chêne… » GRIMM

## Rôles
- Un enfant, rôle parlé
- Un propriétaire, rôle parlé
- Les quatre voleurs (ténor, deux barytons, basse)
- Saint-Pierre
- Un agriculteur
- Le narrateur

## Instrumentation
- 3 flûtes (dont un piccolo), 3 hautbois (dont un cor anglais), 3 clarinettes (dont une clarinette basse), 2 bassons, 4 cors, 3 trompettes, 3 trombones, tuba, percussion : grosse caisse, caisse claire, tambour sur le terrain, le tambourin, triangle, xylophone, cymbales, castagnettes, cymbales turques diverses, tamtam, cliquet, bâton, grelots, cloches, les cloches tubulaires, harmonica de verre, métallophone, glockenspiel, harpe, célesta, piano, harmonium, accordéon, cithare, les cordes, orchestre du stade : chœur mixte, cor naturel, orgue, cloches, 3 fûts sur le terrain, grosse caisse, cymbales, tam-tam, machine à vent, machine à tonnerre.

La durée est d'environ une heure